# Ліпниця (Свентокшиське воєводство)
Ліпниця (пол. Lipnica) — село в Польщі, у гміні Малогощ Єнджейовського повіту Свентокшиського воєводства.
Населення — 296 осіб (2011).
У 1975-1998 роках село належало до Келецького воєводства.

## Демографія
Демографічна структура на день 31 березня 2011 року:
|          | Загалом | Допрацездатний вік | Працездатний вік | Постпрацездатний вік |
| -------- | ------- | ------------------ | ---------------- | -------------------- |
| Чоловіки | 151     | 29                 | 98               | 24                   |
| Жінки    | 145     | 22                 | 73               | 50                   |
| Разом    | 296     | 51                 | 171              | 74                   |